# Paria canella
Paria canella är en skalbaggsart som först beskrevs av Fabricius 1801.  Paria canella ingår i släktet Paria och familjen bladbaggar. Inga underarter finns listade i Catalogue of Life.